# Maurice Voron

a Compétitions nationales et continentales officielles uniquement.

b Matchs officiels uniquement.
Maurice Voron est un joueur français de rugby à XIII , qui jouait au poste d’ailier, né le 12 octobre 1928 à Lyon et mort le 19 février 2004 à Quins (Aveyron).

## Biographie
Maurice Voron est né dans le 2e arrondissement de Lyon. Il débute au rugby à XIII au Club sportif du 7e arrondissement de Lyon sous la direction de René Lhoste et gravit les classes d'âge. Elève aux beaux-arts de Lyon dans l'optique de devenir dessinateur, il intègre parallèlement le club de Lyon XIII où rapidement ses qualités sur l'aile se révèlent en raison d'un gabarit alliant rapidité et feintes et lui permettant de devenir l'un des meilleurs marqueurs d'essais du Championnat de France. Titulaire d'un club jouant les premiers rôles du Championnat, Voron est également l'un des internationaux les plus sélectionnés des années 1950 où à son poste la concurrence est rude avec Vincent Cantoni et Raymond Contrastin.
Après sa carrière sportive, le métier de Maurice Voron était avant tout journaliste en Aveyron.

### Équipe de France
- 27 sélections entre 1951 et 1960[1]. Il a participé aux Coupes du monde 1954 (sans prendre part à un match) pris part à une tournée en Australie en 1955 et participe à la Coupe du monde de 1957[1].